# Meuterei (Star Trek: Deep Space Nine)
Meuterei (Originaltitel: Dramatis Personae) ist die 18. Folge der ersten Staffel der US-amerikanischen Science-Fiction-Fernsehserie Star Trek: Deep Space Nine. Sie wurde in den Vereinigten Staaten über Syndication vermarktet und erstmals am 30. Mai 1993 auf verschiedenen Fernsehsendern ausgestrahlt. In Deutschland war sie zum ersten Mal am 15. Mai 1994 in einer synchronisierten Fassung auf Sat.1 zu sehen.

## Handlung
Im Jahr 2369 bei Sternzeit 46922.3 nähert sich ein valerianischer Frachter der Raumstation Deep Space Nine. Major Kira will ihm die Andockerlaubnis verweigern, denn während der cardassianischen Besatzung Bajors haben die Valerianer waffenfähiges Material an die Cardassianer geliefert und Kira vermutet, dass sie das immer noch tun. Commander Sisko verlangt dafür aber handfeste Beweise, ansonsten hat er keine Wahl, als dem Schiff das Andocken zu gewähren.
Unerwartet öffnet sich das nahe gelegene Wurmloch und ein klingonisches Raumschiff kehrt vorzeitig von einer Erkundungsmission aus dem Gamma-Quadranten zurück. Kurz nachdem es das Wurmloch verlassen hat, explodiert das Schiff. Einer der Klingonen beamt in letzter Sekunde auf die Station. Dort kann er jedoch nur noch verkünden. „Wir haben gesiegt“, bevor er verstirbt. Stationsarzt Julian Bashir findet heraus, dass er an Schussverletzungen gestorben ist. Chefingenieur Miles O’Brien und Wissenschaftsoffizierin Jadzia Dax brechen mit einem Runabout auf, um die Überreste des klingonischen Schiffs genauer zu untersuchen.
Die Valerianer warten weiter auf eine Andockerlaubnis, doch Kira hält sie hin. Sie hat herausgefunden, dass sie dieselbe Route genommen haben wie bei ihren früheren Lieferungen an die Cardassianer. Sisko reicht dies aber nicht als Beweis und er genehmigt das Andocken. Auf dem Promenadendeck versucht der Sicherheitschef, der Formwandler Odo, unterdessen, von dem Barbesitzer Quark mehr über die Mission der Klingonen zu erfahren, denn sie hatten vor ihrer Abreise sein Lokal besucht. Plötzlich muss Quark mit ansehen, wie Odo vor Schmerz aufschreit. Sein Kopf teilt sich kurz in zwei Hälften und er bricht zusammen. Er wird sofort zu Dr. Bashir gebracht, wo er wieder zu sich kommt. Bashir ist außerstande zu sagen, ob es Odo gut geht oder nicht. Zu Odos Verwunderung zeigt er aber ein übermäßiges Interesse an der Situation mit den Valerianern und macht Andeutungen, dass der Streit zwischen Sisko und Kira bald eskalieren könnte und man sich für eine Seite entscheiden müsste. Auch das Verhalten von Dax und O’Brien ändert sich: O’Brien zeigt auf einmal eine übersteigerte Loyalität zu Sisko, während Dax etwas geistesabwesend wirkt und in Erinnerungen schwelgt.
Kira macht einen weiteren Aufenthaltsort des valerianischen Schiffs ausfindig, der erneut zu den früheren Handelsrouten zu den Cardassianern passt. Für sie ist das Beweis genug, um die Ladung des Schiffs zu konfiszieren, doch Sisko gestattet es weiterhin nicht. Stattdessen wirkt er zunehmend desinteressiert und widmet seine Aufmerksamkeit irgendeinem technischen Entwurf. Kira geht daraufhin zu Odo und behauptet, Sisko habe ihr gestattet, das Schiff zu durchsuchen. Da Odo nicht informiert wurde, will er dies von Sisko bestätigen lassen. Kira muss zugeben, dass sie gelogen hat, doch bevor sie geht, warnt sie Odo, besser daran zu denken, wer seine Freunde sind.
O’Brien und Dax haben die Logbuchboje des klingonischen Schiffs gefunden und kehren damit zur Station zurück. Aus den Aufzeichnungen geht hervor, dass unter den Besatzungsmitgliedern Kämpfe ausgebrochen sind, weil sie sich gegenseitig für Verräter und Spione hielten. Außerdem wird davon berichtet, dass auf dem Planeten, den die Klingonen untersucht hatten, in einem Archiv telepathische Energiesphären entdeckt wurden. Sisko zeigt mittlerweile ein völliges Desinteresse an diesem Vorfall.
Kurz darauf besuchen Kira und Dax Quarks Bar. Kira versucht, Dax auf ihre Seite zu ziehen, um ihr dabei zu helfen, Sisko zu beseitigen. Als sie bemerkt, dass Quark ihr Gespräch belauscht, greift sie ihn an. Verletzt geht er zu Odo, um Anzeige zu erstatten, Odo ist aber eher daran interessiert, mehr über das Verhalten von Kira und Dax zu erfahren. Er will Sisko über den Vorfall unterrichten, findet aber O’Brien in dessen Büro vor. Sisko ist in seinem Quartier, vor dem O’Brien Wachen postiert hat. Sisko zeigt auch an Odos Bericht kein Interesse und ist stattdessen immer mehr in seinen Entwurf vertieft, der nach seiner Aussage eine Uhr darstellen soll.
Kira informiert Odo, dass sie einen Plan hat, um Sisko und O’Brien zu beseitigen. Sie benötigt dafür aber seine Hilfe und verspricht ihm dafür völlige Freiheit in Sicherheitsfragen, sobald sie das Kommando übernimmt. Da die Situation allmählich zu eskalieren droht, versucht Odo, das Sternenflottenkommando und die bajoranische Regierung zu kontaktieren, doch die Kanäle wurden blockiert. O’Brien hat von Kiras Plan erfahren und informiert Sisko. Der schlägt vor, Kira zusammen mit allen anderen Bajoranern auf der Station zu verhaften. O’Brien rät ab, da die Bajoraner in der Überzahl sind. Stattdessen schlägt er vor, Deep Space Nine auf dem valerianischen Schiff zu verlassen und die Station anschließend mit einer Streitmacht der Föderation zurückzuerobern. Kira hat allerdings die Andockklammern des Schiffs verriegelt und O’Brien benötigt Zeit, um sie zu lösen.
Auf der Krankenstation überreicht Bashir einem bajoranischen Offizier konspirativ ein kleines medizinisches Gerät, als Odo eintritt. Odo möchte wissen, ob die Autopsie des toten Klingonen Hinweise auf eine telepathische Beeinflussung ergeben hat, was Bashir ihm bestätigt. Odo vermutet nun, dass das telepathische Archiv Aufzeichnungen über einen Machtkampf enthielt, der die Zivilisation des Planeten vernichtete. Diese telepathischen Aufzeichnungen sind auf die Klingonen übergesprungen und nach dem Tod des letzten Besatzungsmitglieds anschließend auf die Führungsoffiziere von Deep Space Nine. Odo blieb wahrscheinlich unbeeinflusst, da er als Formwandler kein humanoides Gehirn besitzt. Er versucht, von Bashir Hilfe zu erhalten, indem er vorgibt, er sei ebenfalls unbeeinflusst und die Entwicklung eines Gegenmittels gegen die telepathische Beeinflussung sei entscheidend für die Machtübernahme auf der Station.
Auf der Ops arbeitet O’Brien daran, die Andockklammern zu lösen. Da erscheint der bajoranische Offizier und gibt vor, Sisko einen Bericht zeigen zu wollen. Tatsächlich richtet er heimlich Bashirs Gerät auf ihn. O’Brien bemerkt das und warnt Sisko. Dax ruft ihrerseits Kira herbei, die mit mehreren Wachen anrückt und Sisko und O’Brien mit Waffen bedroht. O’Brien kann allerdings einen Notfalltransport aktivieren. Statt wie erhofft auf dem valerianischen Schiff gelangen er und Sisko jedoch in einen Korridor, der von Kraftfeldern blockiert wird. Sie kontaktieren Odo, der den Weg freigibt und sie in einen Frachtraum führt. Gegenüber Kira behauptet Odo, er habe Sisko und O’Brien im Frachtraum eine Falle gestellt, woraufhin sie und Dax sich ebenfalls dorthin begeben. Bashir hat seine Arbeit beendet: Er hat ein Interferenzsignal entwickelt, das den telepathischen Einfluss neutralisieren soll. Er und Odo gehen ebenfalls in den Frachtraum. Dort aktiviert Odo umgehend das Signal; die Anderen krümmen sich vor Schmerzen, als leuchtende telepathische Entitäten ihre Köpfe verlassen. Als sie wieder zur Besinnung kommen, rät Odo ihnen, sich gut festzuhalten, dann öffnet er für einen Moment die Luftschleuse des Frachtraums und die Entitäten werden ins Vakuum des Weltalls geblasen.

## Verbindungen zu anderen Star-Trek-Produktionen
In dieser Folge tritt erstmals eine Kobheerianerin auf. Weitere Kobheerianer sind später noch in mehreren weiteren Folgen von Star Trek: Deep Space Nine und Star Trek: Raumschiff Voyager in kleineren Neben- und Statistenrollen zu sehen.
Die Uhr, die Sisko im Verlauf dieser Folge baut, wird bis zum Ende der Serie sein Büro zieren.

## Produktion

### Drehbuch
Der Arbeitstitel der Folge lautete Ritual Sacrifice. Letztendlich wurde Dramatis personae als Originaltitel gewählt. Dieser lateinische Ausdruck, der wörtlich „Personen der Handlung“ gedeutet, bezeichnet die Figuren eines Theaterstücks.
Der Charakter des besessenen Sisko war laut Joe Menosky von Kaiser Rudolf II. inspiriert, der ebenfalls von mechanischen Geräten fasziniert war.

### Darsteller
Die Hauptfigur Jake Sisko (Cirroc Lofton) hat in dieser Folge keinen Auftritt.
Kira-Darstellerin Nana Visitor verletzte sich während der Dreharbeiten zu dieser Folge am Rücken, als sie auf einer nassen Treppe ausrutschte. Sie begab sich sofort in ein Krankenhaus. Da sie noch ihr vollständiges Make-up einschließlich Nasenprothese trug, gingen die Ärzte zunächst irrtümlich davon aus, sie sei wegen eines Nasenbruchs gekommen.
Tom Towels, Darsteller von Hon-Tihl, spielte auch Vatm in Folge 3.19 (Die Asteroiden) von Star Trek: Raumschiff Voyager.
Randy James (in den Credits als Randy Pflug geführt) war in zahlreichen Folgen von Raumschiff Enterprise – Das nächste Jahrhundert, Star Trek: Deep Space Nine und in zwei Star-Trek-Spielfilmen in Statistenrollen zu sehen. In Meuterei übernahm er erstmals eine Sprechrolle.
Jeff Pruitt, Darsteller eines bajoranischen Fähnrichs, übernahm hier seine einzige Sprechrolle im Star-Trek-Franchise. Er war noch in weiteren Folgen von Star Trek: Deep Space Nine und Star Trek: Raumschiff Voyager als Statist zu sehen.

### Modelle
Für das valerianische Raumschiff wurde das modifizierte Modell des talarianischen Kriegsschiffs aus Folge 4.04 (Endars Sohn) von Raumschiff Enterprise – Das nächste Jahrhundert wiederverwendet.

### Requisiten

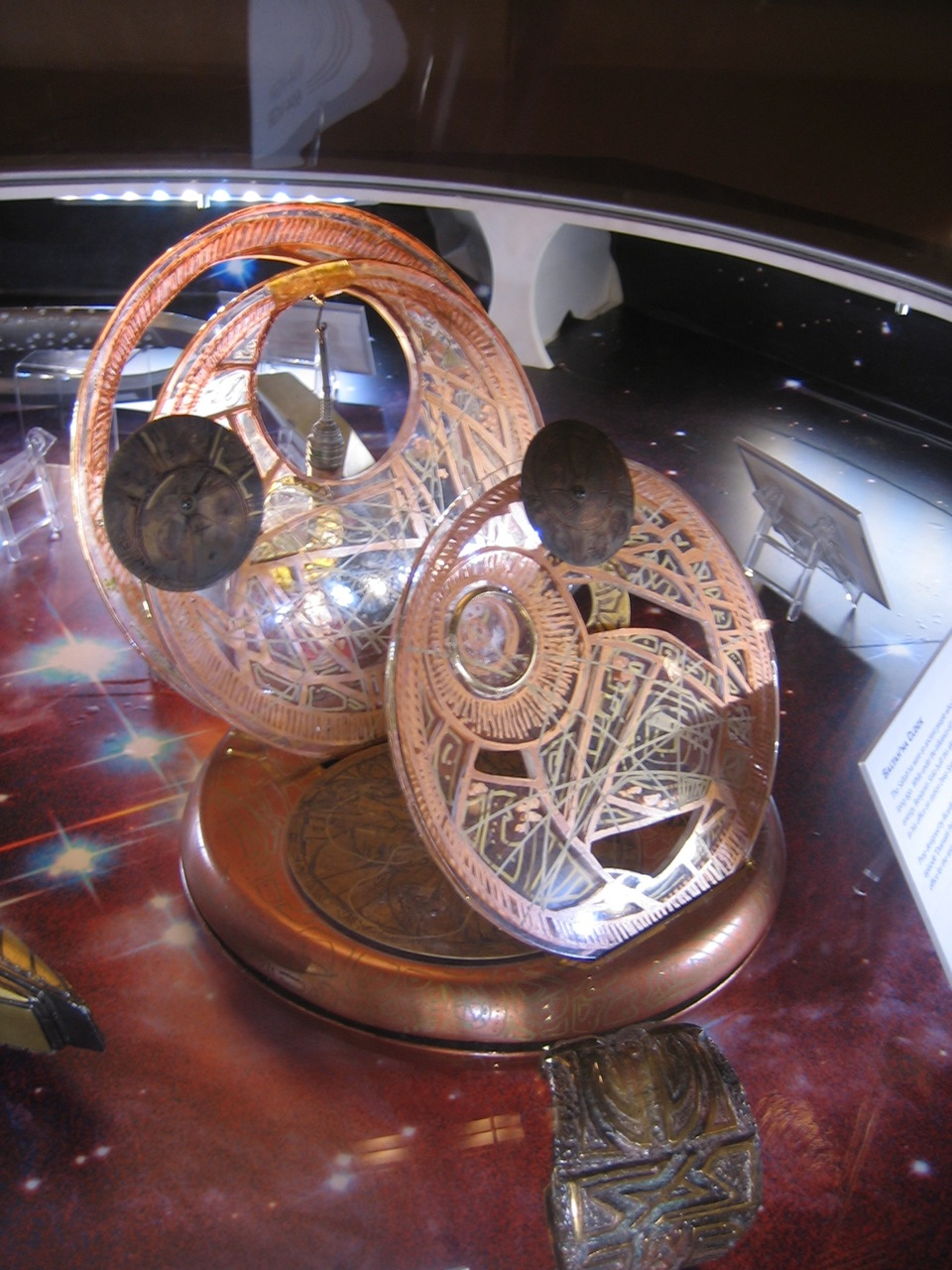
Siskos Uhr

Siskos Uhr wurde von Ricardo Delgado entworfen.

## Rezeption
Keith DeCandido bewertete Meuterei 2013 auf tor.com als eine durchschnittliche Folge von Star Trek: Deep Space Nine. Er fand die Grundprämisse unglaubwürdig, denn Deep Space Nine sei kein isoliertes Raumschiff, sondern ein Raumhafen, an dem ständig Schiffe an- und ablegen und in dessen unmittelbarer Nähe sich mit Bajor ein bewohnter Planet befindet. Es erschien ihm daher nur schwer vorstellbar, dass sich alle Führungsoffiziere über einen längeren Zeitraum völlig verrückt benehmen und niemand außer Odo etwas dagegen unternimmt. Diese Schwäche wird für DeCandido aber durch die gute Schauspielleistung der Hauptdarsteller etwas ausgeglichen.